# Rémuzat

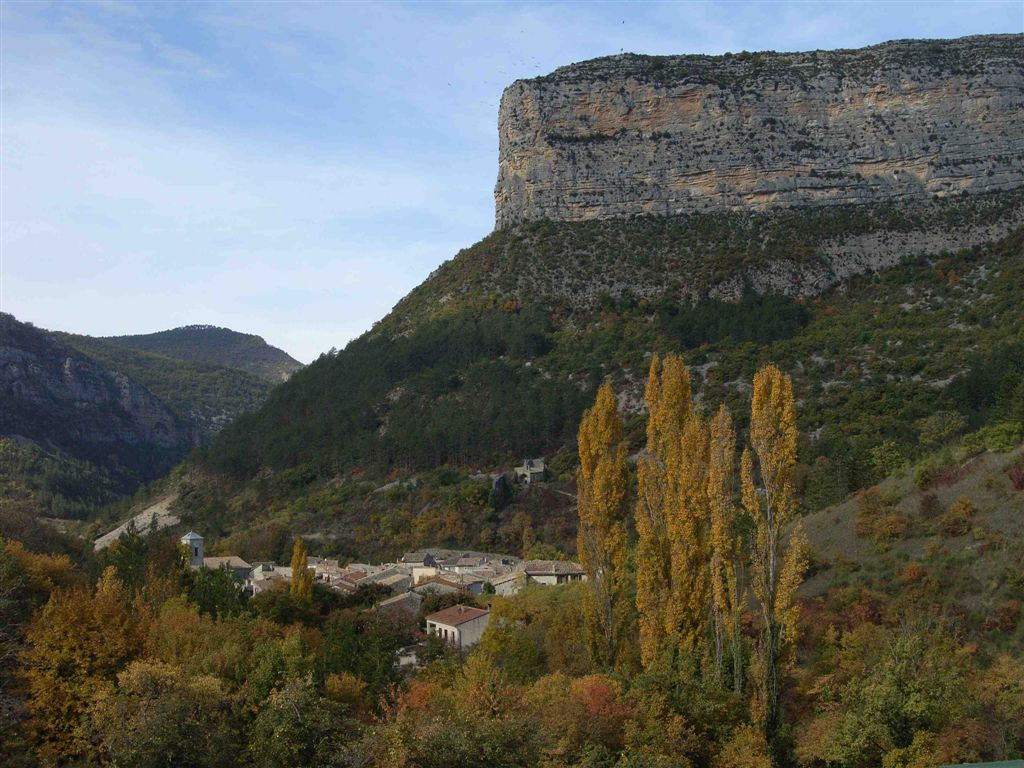

Rémuzat är en kommun i departementet Drôme i regionen Auvergne-Rhône-Alpes i sydöstra Frankrike. Kommunen ligger i kantonen Rémuzat som tillhör arrondissementet Nyons. År 2022 hade Rémuzat 317 invånare.

## Befolkningsutveckling
Antalet invånare i kommunen Rémuzat
Referens:INSEE